# Albert Lindhorst
Johann Albert Heinrich Lindhorst (* 9. Mai 1871 in Hamburg; † 12. Mai 1938 ebenda) war ein deutscher Architekt.

## Leben

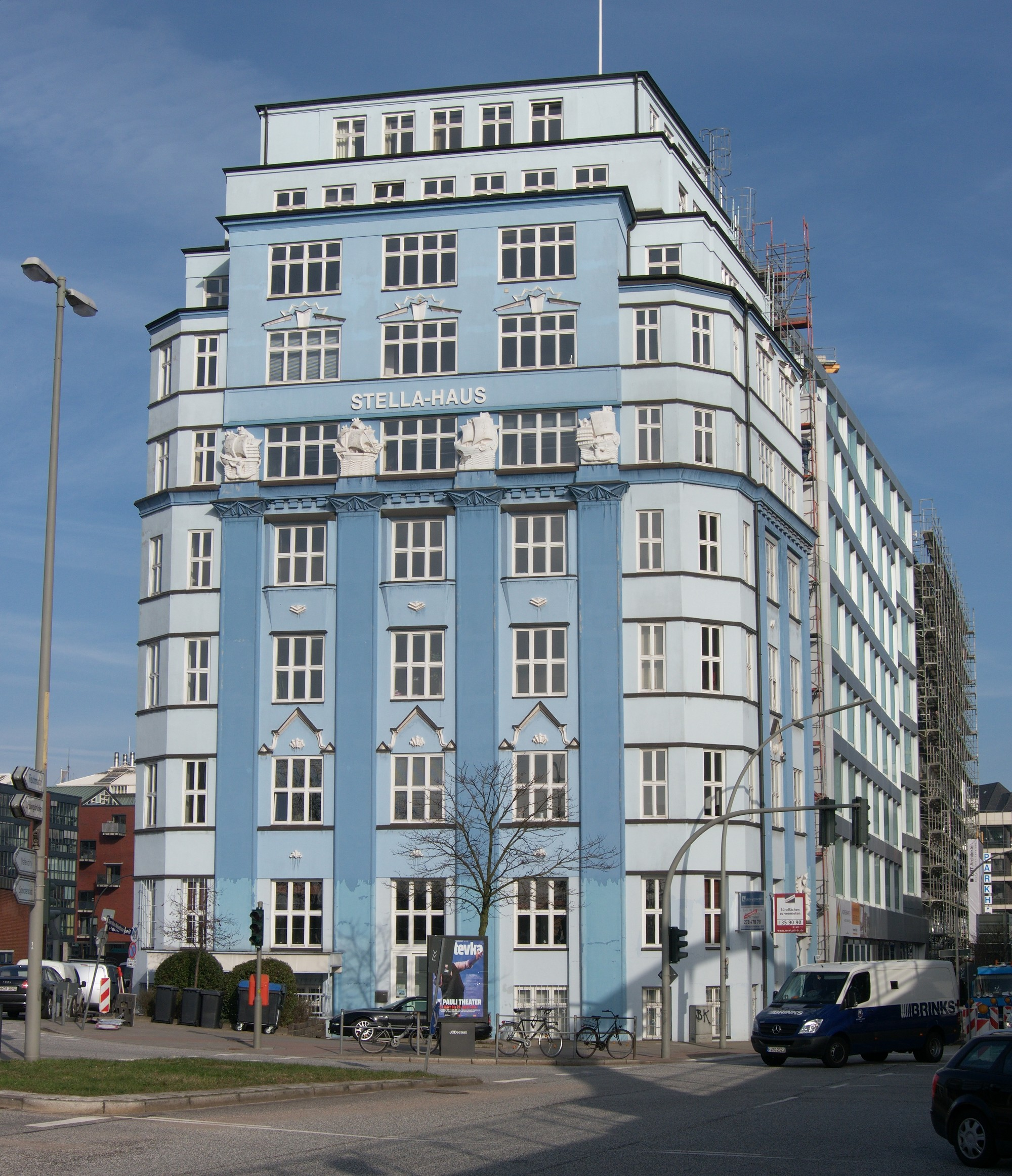
Das nach Plänen von Lindhorst gestaltete Stellahaus

Der Vater von Albert Lindhorst leitete ein Bauunternehmen in Hamburg, in dem sein Sohn ab dem 16. Lebensjahr eine Lehre als Zimmerer absolvierte. 1889 zog Albert Lindhorst nach München, wo er als Zimmermannsgeselle tätig wurde. 1892 ging er zurück nach Hamburg. Im Architekturbüro von Ernst Schmidt (* 1865) und Hermann Wurzbach wirkte er als Bautechniker zumeist an Etagenhäusern mit, die in Eppendorf und Eimsbüttel entstanden. Danach arbeitete er für mehrere Jahre als Architekt. 1897 eröffnete er ohne vorheriges Studium ein eigenes Architekturbüro.
Anfangs gestaltete Lindhorst Etagenwohnhäuser in Eimsbüttel. Mit den Gebäuden an der Weidenallee, der Mansteinstraße, am Heußweg und der Lutterothstraße entstanden nach seinen Plänen komplette Randbebauungen. Die Aufträge erhielt er fast immer von Andreas Fritz Andresen, Joachim Henning Arriens und Otto Schmidt, die zuvor landwirtschaftlich genutzte Flächen umwidmeten, erschlossen und dort Wohnhäuser errichten ließen. Der Architekt profitierte dabei von der während des Deutschen Kaiserreiches florierenden Bauindustrie.
Lindhorst plante zunächst um Stil der Neorenaissance, wandte sich aber um die Jahrhundertwende dem Jugendstil zu. Bei seinen Wohnhäusern, aber auch beim 1901/02 erbauten Holstenhof an der Kaiser-Wilhelm-Straße verwendete er viele Ornamente. Die Fassaden verzierte er mit geometrischen Mustern und Figuren, die selten in dieser Ausprägung in Hamburg zu finden sind. Lindhorst galt während dieser Zeit als in der Hansestadt führender Architekt des Jugendstils. Später realisierte er vermehrt Kontorhäuser, die zunehmend im Stadtgebiet entstanden. 1908/09 plante er für Emil Schaudt aus Berlin das Lessinghaus. 1913/14 baute er selbstfinanziert das Wrangelhaus am Jungfernstieg. Bei beiden Bauwerken verwendete er übliche Grundmuster, verkleidete die Fassaden jedoch mit Backstein, womit er Anregungen der Heimatschutzbewegung aufgriff.
Während der Zeit des Ersten Weltkriegs realisierte Lindhorst zumeist eigene Wohn- und Geschäftshäuser und erstellte daher zunehmend weniger Auftragsentwürfe. 1922/23 plante er den Ausbau des heutigen Stellahauses mit. Dabei verwendete er für Hamburg neuartige Staffelgeschosse, die auch aufgrund der expressionistischen Ausführung die Architektur der Folgejahre prägten. Maßgeblich verantwortlich für die Entwürfe waren jedoch Lindhorsts Mitarbeiter Christian Zauleck und Franz Hormann, die mit der Ausführung des Stellahauses ein eigenes Büro eröffneten.
Während der Weimarer Republik wurde Lindhorst nicht mehr als Architekt tätig. Er verwaltete seine Mieteinnahmen aus den eigenen Häusern und arbeitete als Sachverständiger für die Hamburgische Gewerbekammer. Außerdem gehörte er dem Grundbewertungsausschuss der Finanzdeputation an. Er starb wenige Tage nach seinem 67. Geburtstag in seiner Geburtsstadt.